# Jacqueline Thomas
Jacqueline Thomas (...) è un'ex schermitrice francese, vincitrice di una medaglia d'argento ai campionati mondiali di scherma.